# Афригидская культура
Афригидская культура — археологическая культура Хорезма IV—VIII веков н. э. Названа по хорезмской династии Афригидов. Выделена С. П. Толстовым в 1937—1940. Сложилась в период кризиса рабовладельческого строя и становления феодализма в Хорезме. В сложении Афригидской культуры большую роль сыграли окрестные степные племена. Для Афригидской культуры характерен упадок старых античных городов. Господствующие типы сельских поселений — усадьба-замок и общинный дом. К концу периода Афригидской культуры начали возникать новые города, складывавшиеся как посады у стен крупных феодальных замков.